# Frederik II van Sleeswijk-Holstein-Gottorp
Frederik II van Sleeswijk-Holstein-Gottorp (21 april 1568 - 15 juni 1587) was van 1586 tot aan zijn dood hertog van Sleeswijk-Holstein-Gottorp. Hij behoorde tot het huis Sleeswijk-Holstein-Gottorp.

## Levensloop
Frederik II was de oudste zoon van hertog Adolf I van Sleeswijk-Holstein-Gottorp en diens echtgenote Christina, dochter van landgraaf Filips I van Hessen.
Na de dood van zijn vader in 1586 werd hij op 18-jarige leeftijd hertog van Sleeswijk-Holstein-Gottorp. Amper een jaar later stierf hij op 19-jarige leeftijd. Omdat hij door zijn jonge leeftijd ongehuwd en kinderloos gebleven was, werd hij als hertog van Sleeswijk-Holstein-Gottorp opgevolgd door zijn jongere broer Filips.